# Rexel Germany
Rexel Germany ist ein Elektrogroßhandelsunternehmen mit Sitz in München. Das Unternehmen hat etwa 1400 Mitarbeiter und ist Teil der französischen Rexel-Gruppe. Es wurde 1920 gegründet und firmierte in der Vergangenheit unter den Namen Fröschl (1920–2004) und Hagemeyer (2004–2019).

## Geschichte
Die Ursprünge von Rexel Germany liegen in dem Unternehmen J. Fröschl & Co. Der Elektrofachhändler aus München war 1920 gegründet worden, um Elektrizitätswerke mit Kabeln zu versorgen. In den 1930er Jahren eröffneten erste Elektrofachgeschäfte im süddeutschen Raum. Durch Firmenübernahmen und der Eröffnung von weiteren Niederlassungen breitete sich Fröschl in den nächsten Jahrzehnten aus. Daneben lief auch der Großhandel erfolgreich weiter.
1991 schloss sich das Familienunternehmen Fröschl der niederländischen Hagemeyer-Gruppe an. Das börsennotierte Unternehmen wurde 1900 von den Brüdern Johan und Anton Hagemeijer in Niederländisch-Indien (heutiges Indonesien) gegründet, 1905 entstand die europäische Hauptverwaltung im niederländischen Naarden.
Nachdem zuvor nur eine Minderheitenbeteiligung bestanden hatte, übernahm Hagemeyer 1993 die Mehrheit an der Fröschl-Gesellschaft in München und verschmolz diese mit einer weiteren Gesellschaft, die ihren Sitz in Regensburg hatte. Eine dritte Fröschl-Gesellschaft mit Sitz in Augsburg verblieb zunächst unter der Verwaltung der Fröschl-Familie. Die Gesellschaften führten parallel sowohl das Einzel- als auch das Großhandelsgeschäft fort, es gab eine klare regionale Aufteilung. Der Schwerpunkt von Fröschl lag in Bayern, wo über 13 Großhandels- und 12 Einzelhandelsverkaufsstandorte existierten. Im Bereich Großhandel war Fröschl München das „führende regionale Elektro-Großhandelsunternehmen“. Nach der Übernahme des Unternehmens Ziesenhenne & Appel war man auch in den neuen Bundesländern und Berlin vertreten. Die einzelnen Fröschl-Gesellschaften wurden schließlich im November 1996 zur ETG J. Fröschl & Co. GmbH & Co. KG mit Sitz in München zusammengeschlossen.

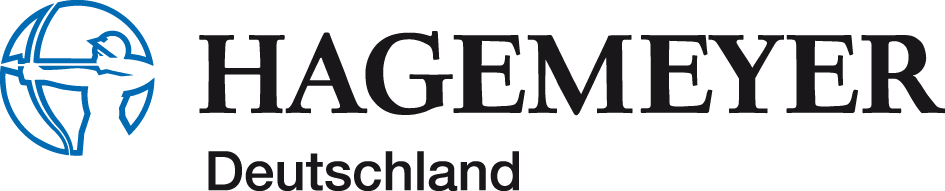
Logo der Hagemeyer Deutschland

Durch weitere Übernahmen verschiedener Elektrogroßhändler aus ganz Deutschland bis 2003 (z. B. Heim Elektro-Großhandel, Assmy & Böttger, Heberlein & Probst etc.) expandierte das Unternehmen weiter. Die Fachmärkte waren jedoch durch wachsende Konkurrenz unrentabel geworden. Der Fokus wurde von da an auf die Großhandelstätigkeiten gelegt. Einige Filialen wurden geschlossen. 2004 übernahm Konkurrent Media-Saturn-Holding acht der verbliebenen 17 Fachmärkte. In der Folge wurden die verbliebenen Großhandels-Gesellschaften der Fröschl-Gruppen zusammengelegt und ebenfalls im Jahr 2004 in Hagemeyer Deutschland umbenannt.
2008 übernahm die französische Unternehmensgruppe Rexel die Hagemeyer-Gesellschaft. Zuvor hatte sich Rexel mit dem Wettbewerber Sonepar geeinigt. Dieser zog sein Kaufangebot zurück und Rexel übernahm die Hagemeyer-Anteile für einen Kaufpreis von über drei Milliarden Euro. Danach wurden die Hagemeyer-Geschäfte in den USA und in Asien an Sonepar abgetreten, den Großteil des Europa-Geschäfts inklusive Deutschland behielt Rexel.
2019 erfolgte die Umbenennung von Hagemeyer Deutschland in Rexel Germany. Ein Grund dafür war nach Angaben des Unternehmens, die deutsche Tochter damit mehr in die Rexel-Gruppe zu integrieren.

## Produkte und Dienstleistungen
Rexel Germany vertreibt elektrotechnische Komponenten wie Kabel, Installations- und Gebäudetechnik, Sensoren, Industriekomponenten, aber auch Elektrogeräte und Werkzeuge. Im Sortiment sind auch zwei Eigenmarken: Newlec und BizLine. Zu den Kunden gehören nach eigenen Angaben Industrieunternehmen, Handwerks- und öffentliche Betriebe. Zusätzlich bietet das Unternehmen Dienstleistungen zu den Themen Gebäudeautomation, WLAN-Planung, Schaltschrankbearbeitung oder Bauabfallentsorgung an.

## Unternehmensstruktur und Standorte
Die Rexel Germany GmbH & Co. KG ist Teil der international agierenden Rexel-Gruppe mit Sitz in Paris. Persönlich haftender Gesellschafter ist die Rexel Germany Beteiligungs GmbH mit Sitz in München. In der Geschäftsführung sitzen Jens Wehran (CEO, seit 2019) und Angela Wallenberger (CFO, seit 2022).
Die Zentrale von Rexel Germany befindet sich in München. Neben den drei Logistikzentren in Maisach (Bayern), Radeberg (Sachsen) und Raunheim (Hessen) betreibt das Unternehmen unter anderem auch ein Kabelzentrallager in Markranstädt und ein Speziallager für Güter zur nachhaltigen Energieerzeugung (z. B. Photovoltaikmodule, Batteriespeicher, EV-Ladestationen, Wechselrichter) in Leipzig.
Des Weiteren gibt es knapp 40 Vertriebsstandorte in Deutschland mit Schwerpunkt in Süddeutschland und zwei Schulungscenter (Rexel Campus) in Ingolstadt und Heimertingen (beide Bayern).